# Раймон Барр
Раймо́н Барр (фр. Raymond Barre; нар. 12 квітня 1924, острів Реюньйон — пом. 25 серпня 2007, Париж, Іль-де-Франс) — французький політик, міністр зовнішньої торгівлі, прем'єр міністр Франції у 1976–1981 роках, один з творців європейського Економічного та монетарного союзу.

## Біографія
Раймон Барр народився на острові Реюньйон — заморській території Франції і провів там велику частину своєї юності. В 1946 році він перебирається до Парижа, щоб завершити навчання в інституті політичних наук. Пізніше, ставши професором, він напише підручник з економіки, який стане настільною книгою багатьох поколінь студентів.
В 1967 році Шарль де Голль призначає вже відомого економіста віце-президентом Європейської комісії, Барр проведе на цій посаді 5 років 1967—1971. Керував підготуванням так званого «Меморандуму Барра» (1969) — плану монетарної стабільності в Європі. Головними засадами цього документа стали: співпраця країн-членів у валютній сфері; фінансова допомога країнам з валютними проблемами; економічне зближення, як база для подальшої фінансової інтеграції.
Барр був головою уряду при президенті Валері Жискар д'Естені, який призначив його на цю посаду в серпні 1976 року замість Жака Ширака, що пішов у відставку. До призначення прем'єром був відомий перш за все як економіст і політичною фігурою не був, а надалі, будучи прем'єром, продовжував дистанціюватися від поточної політичної боротьби. Раймон Барр поєднував посаду прем'єра з функціями міністра економіки. Проводив політику «жорсткої економії»: скорочення соціальних зобов'язань і фінансування програм в рамках концепції франкофонії. Політика Барра вважається одним з проявів кризи голлізма.
Після перемоги соціаліста Франсуа Міттерана над Жискаром на виборах 1981 року Барр вийшов у відставку, проте до середини 1980-х років після ряду невдач соціалістів став розглядатися як перспективний кандидат і у свій час навіть випереджав Міттерана за рейтингом. Проте до моменту президентських виборів 1988 року Міттеран повернув популярність, і Барр, що представляв на них центристську жискарівську партію UDF, не вийшов навіть до другого туру (16 %), пропустивши вперед голліста Жака Ширака (19 %).
Покинувши посаду прем'єра після приходу до влади Франсуа Міттерана, Барр зосередився на регіональній політиці. Він був депутатом національних зборів Франції від департаменту Рона та обіймав посаду мера Ліона з 1995 по 2001 рік до фінансового скандалу, що відбувся в адміністрації міста. Раймон Барр остаточно покинув політику в 2002 році.